# Herr Mannelig

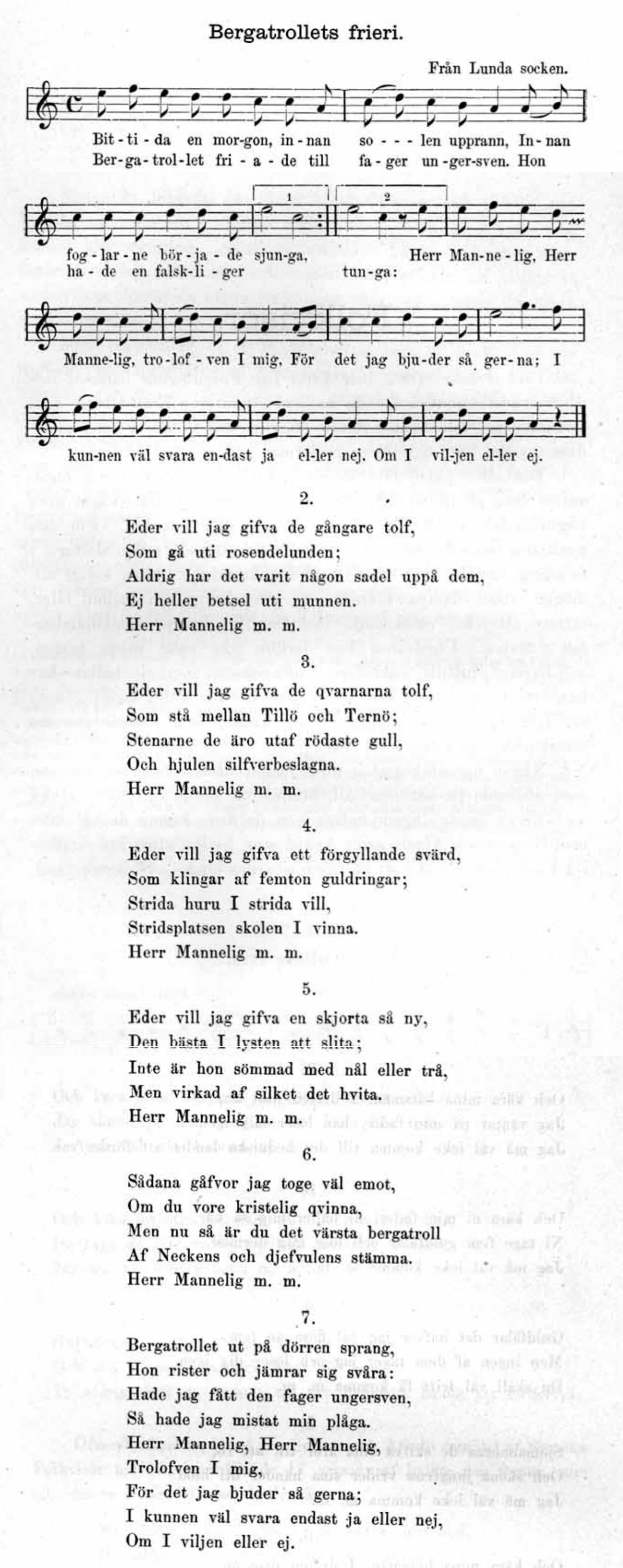
Imagen boceto musical

Herr Mannelig o Herr Mannerlig (“Señor Hombre / Humano”), también conocida como Bergatrollets friari (“El cortejo del troll de la montaña”), es una balada medieval sueca que cuenta la historia de una troll de las montañas con enormes deseos de hacerse humana y cree que casándose con un caballero lo conseguirá. Fue incluida y publicada por primera vez (tanto el texto como la melodía) en un cancionero de la región sueca de Södermanland, en 1877. Fue editado por la Sociedad Histórica local (Södermanlands Äldre Kulturhistoria) con el título de “Composiciones de la Memoria Antigua de Södermanland” (Södermanlands Forminnesförening).

## Tema
Antes del amanecer una mujer troll sale al encuentro de un joven, a quien llama "Señor Hombre" (en sueco Herr Mannelig), un cristiano de la nobleza, para pedir que la despose ofreciéndole regalos y tesoros fantásticos como dote y sobornos para que acepte. 
En primer lugar le ofrece una docena de soberbios caballos, los mejores de la región, que jamás han sido montados ni ensillados.
Su segundo ofrecimiento es la propiedad de doce molinos ubicados de forma que cruzan toda la región; con piedras de oro rojo y ruedas de plata.
Su tercera oferta es una hermosa espada enjoyada que nunca pierde el filo y asegura la victoria en el combate.
Su cuarto regalo es una valiosa camisa de seda que no ha sido hecha cosiendo sus partes, sino tejida e hilada como una sola pieza.
Finalmente el caballero responde señalando que los regalos son valiosos y gustoso aceptaría si se tratara de una mujer cristiana, pero que ella es una ruin troll y por lo tanto una criatura pagana.
La canción acaba con la troll retirándose desconsolada y sumida en el llanto mientras se lamenta mencionando para sí misma que de haber conseguido desposarse con Sir Mannelig habría sido «liberada de su tormento», es decir, de la maldición que la mantiene convertida en troll. 

### Letra
| Texto original en sueco | Traducción |
| --- | --- |
| Bittida en morgon innan solen upprann Innan foglarna började sjunga Bergatrollet friade till fager ungersven Hon hade en falskeliger tunga Herr Mannelig herr Mannelig trolofven i mig För det jag bjuder så gerna I kunnen väl svara endast ja eller nej Om i viljen eller ej: Eder vill jag gifva de gångare tolf Som gå uti rosendelunde Aldrig har det varit någon sadel uppå dem Ej heller betsel uti munnen Eder vill jag gifva de qvarnarna tolf Som stå mellan Tillö och Ternö Stenarna de äro af rödaste gull Och hjulen silfverbeslagna Eder vill jag gifva ett förgyllande svärd Som klingar utaf femton guldringar Och strida huru I strida vill Stridsplatsen skolen i väl vinna Eder vill jag gifva en skjorta så ny Den bästa I lysten att slita Inte är hon sömnad av nål eller trå Men virkat av silket det hvita Sådana gåfvor toge jag väl emot Om du vore en kristelig qvinna Men nu så är du det värsta bergatroll Af Neckens och djävulens stämma Bergatrollet ut på dörren sprang Hon rister och jämrar sig svåra Hade jag fått den fager ungersven Så hade jag mistat min plåga Herr Mannelig herr Mannelig trolofven i mig För det jag bjuder så gerna I kunnen väl svara endast ja eller nej Om i viljen eller ej | Temprano una mañana antes de que el sol saliera Y los pájaros cantaran su dulce canción La troll de las montañas le rogó al justo caballero Ella hablaba una lengua de engaño Señor Hombre, Señor hombre, ¿te casarás conmigo Por todo lo que gustosamente te daré? Puedes responder solo sí o no ¿Lo harás o no? A ti yo te daré los doce mejores corceles Que pastan en la sombreada arboleda Nunca fueron ensillados para montar Ni tienen huecos en sus bocas A ti yo te daré los doce mejores molinos Que se encuentran entre Tillo y Terno Las piedras están hechas del más rojo oro Y las ruedas están cubiertas de plata A ti yo te daré la espada dorada Que tintinea de quince anillos de oro Y golpea con ella en combate cuanto quieras En el campo de batalla que tú conquistarás A ti yo te daré una camisa nueva La más lustrosa para llevar No ha sido cosida con aguja o hilo Sino con ganchillo de la más blanca seda Regalos como estos aceptaría encantado Si fueras una dama cristiana Pero sé que eres la peor troll de las montañas Creación de Neck y del diablo La troll de las montañas salió corriendo por la puerta Ella lloraba y chillaba muy fuerte «Si hubiese conseguido a ese justo caballero de mi tormento habría sido libre ahora» Señor Hombre, Señor hombre, ¿te casarás conmigo Por todo lo que gustosamente te daré? Puedes responder solo sí o no ¿Lo harás o no? |

## Música
Se canta con muchas melodías diferentes y se han hecho de ella muchas adaptaciones, aunque todas parten de la melodía publicada en 1877 en el Södermanlands Forminnesförening, la cual no es necesariamente vikinga, sino una estilización de los músicos del siglo XIX.

### Versiones
La balada ha sido interpretada y/o grabada, entre otros, por los grupos musicales que se citan a continuación: 
- Annwn (en sueco)
- Chur (en ruso)
- Coronatus (en sueco)
- Cromdale
- Dunkelschön (en sueco)
- F.R.A.M. (en sueco)
- Galtagaldr
- Garmarna (en sueco)
- Haggard (en italiano)
- Hedningarna
- Heimataerde (en alemán)
- In Extremo (en sueco)
- Litvintroll (en bielorruso)
- Midnattsol
- Nadeva (versión electro)
- Othalan (en sueco)
- Psalteria (en checo)
- Rayneke (instrumental)
- Ranthiel (en italiano)
- Satarial
- Schelmish (instrumental)
- Trobar Clus (en sueco)
- Wolfenmond (en sueco)